# Ilbono
Ilbono ist eine italienische Gemeinde (comune) mit 1971 Einwohnern (Stand 31. Dezember 2023) in der Provinz Ogliastra auf Sardinien. Die Gemeinde liegt etwa 10 Kilometer westsüdwestlich von Tortolì am Foddeddu.

## Geschichte
Im Gemeindegebiet finden sich noch Nuraghenreste.

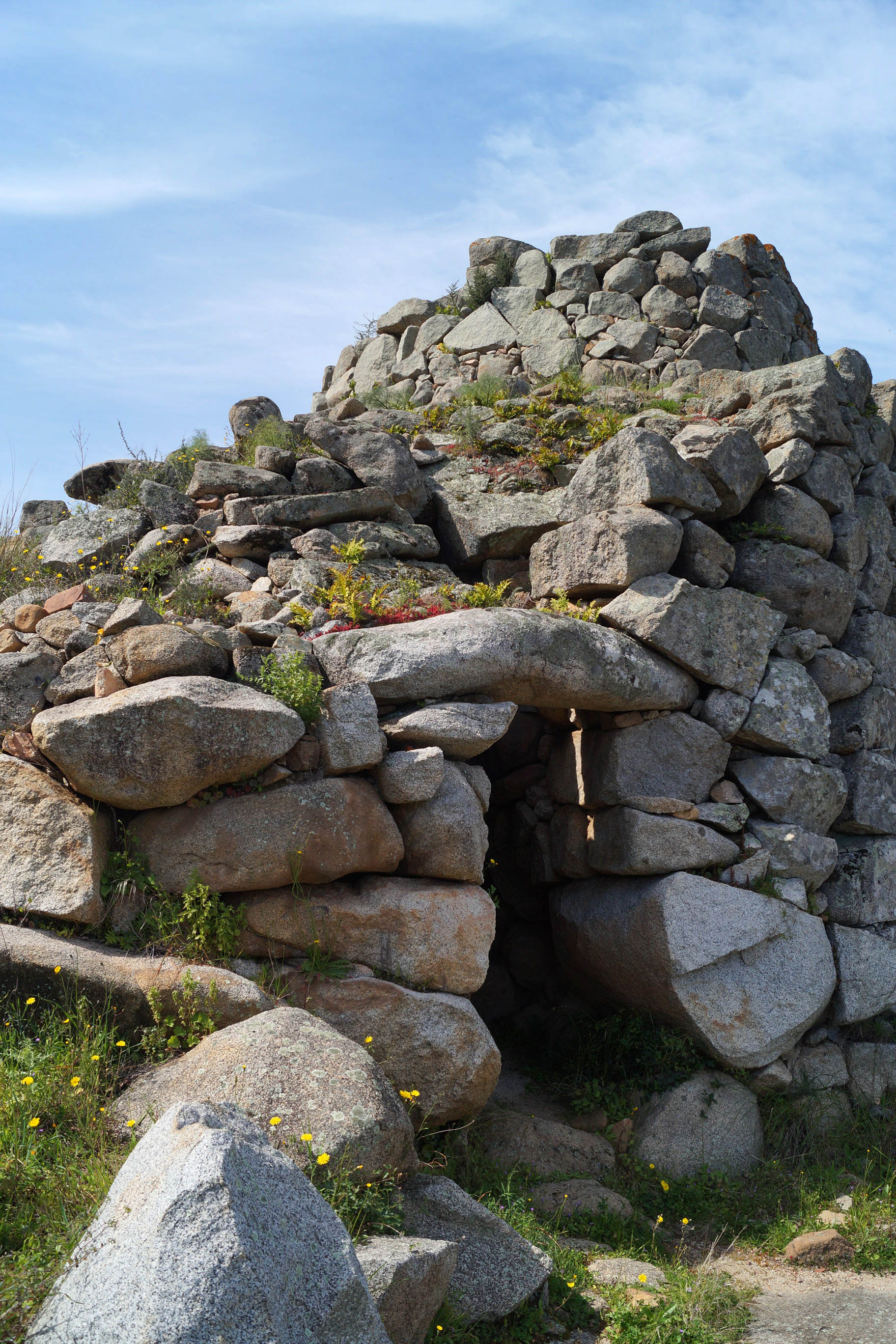
Nuraghe Scerì

## Verkehr
Durch die Gemeinde führt die Strada Statale 198 di Seui e Lanusei. Am östlichen Gemeinderand verläuft die Strada Statale 125 Orientale Sarda von Cagliari kommend Richtung Palau. Ilbono besitzt einen Bahnhof an der schmalspurigen Bahnstrecke Mandas–Arbatax, der in den Sommermonaten vom Trenino Verde bedient wird.

## Einzelnachweise

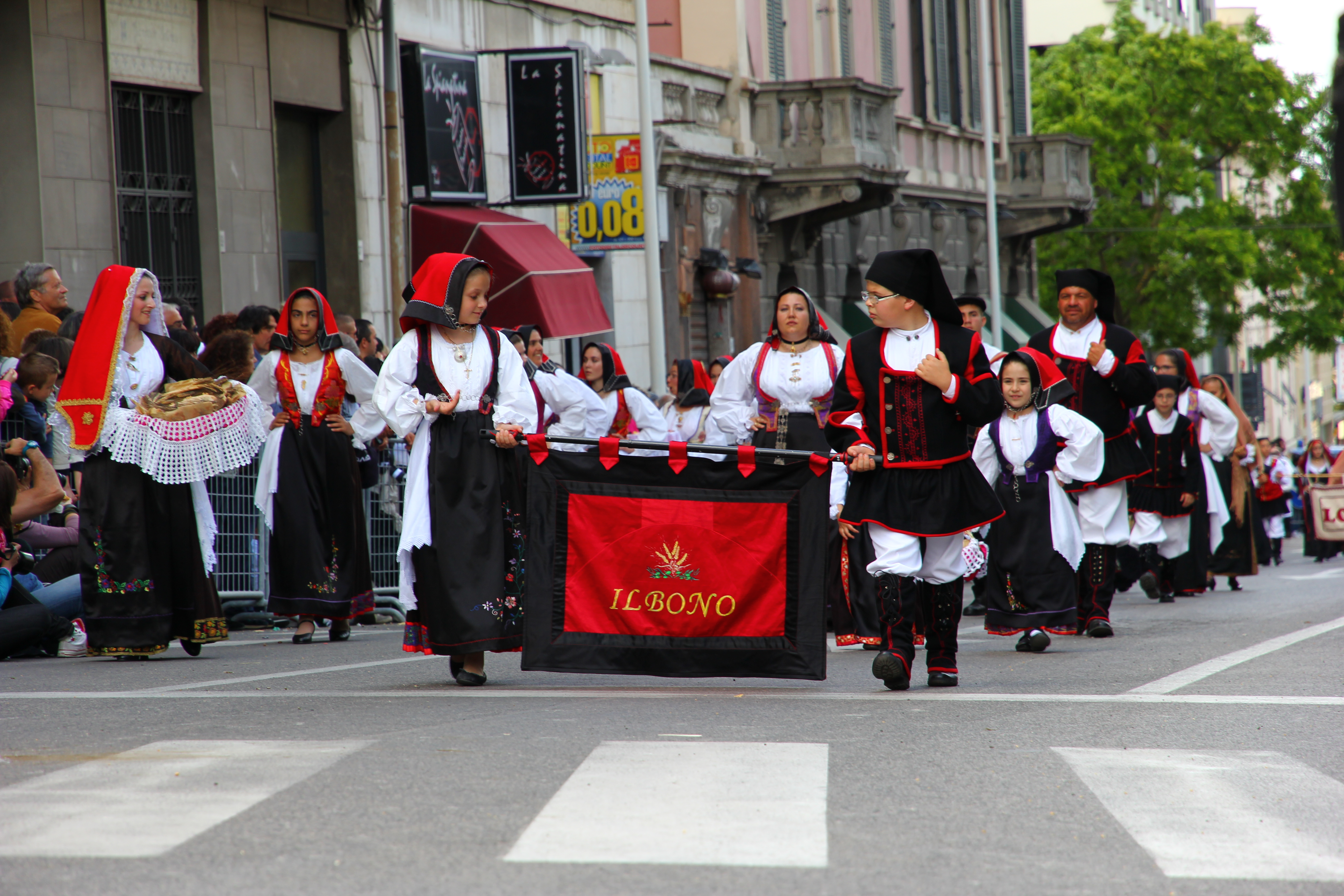
Traditionelle Tracht